# Cabinet militaire
Le cabinet militaire est un organe direct de l'autorité de commandement du roi de Prusse et de l'empereur allemand pour le traitement des questions de personnel du corps des officiers et un point de médiation avec les autorités militaires.

## Histoire
Le cabinet militaire est issu du département du personnel du ministère de la Guerre créé en 1809 dans le cadre de la réforme de l'armée prussienne. En plus de son objectif de service du personnel, il devient également le cabinet militaire du monarque, puisqu'il est désormais également responsable du traitement de toutes les autres questions militaires qui sont uniquement soumises au commandement du roi.
Par arrêté ministériel du 3 juin 1814, le terme de cabinet militaire est officiellement utilisé pour la première fois. Le chef du cabinet militaire est souvent aussi adjudant général et donc seulement formellement subordonné au ministre de la Guerre. Après 1841, cependant, son influence est temporairement restreinte en faveur du ministre de la Guerre, mais le roi Frédéric-Guillaume IV refuse d'abolir le cabinet militaire lors de la révolution de 1848/49.
Sous l'autorité du futur maréchal Edwin von Manteuffel, de 1856/1857 à 1865, chef de l'union personnelle du département des affaires personnelles et du cabinet militaire et depuis 1861 adjudant général, le cabinet militaire acquit une large indépendance. Pendant les guerres de 1866 (guerre austro-prussienne) et 1870/1871 (guerre prusso-prussienne), le chef du cabinet militaire appartient au quartier général.
Avec la formation de l'armée impériale allemande et les renforts de l'armée après 1871, les pouvoirs du cabinet militaire se sont considérablement élargis. Il reste une autorité prussienne et fonctionne en même temps comme cabinet du commandement impérial. Jusqu'en 1918, il s'appelle officiellement "Cabinet militaire de Sa Majesté l'Empereur et Roi". Le chef du cabinet est le seul militaire à donner des conférences à l'empereur plusieurs fois par semaine, à assister à presque toutes les conférences militaires et à assurer la communication entre la couronne et les autorités militaires en matière de commandement. Cela donne lieu à la position de pouvoir du cabinet militaire et à sa grande influence sur l'empereur Guillaume Ier et plus encore sur Guillaume II, qui favorise particulièrement le système du cabinet secret et qui créé également un cabinet de la Marine (de) en 1889.
Pendant la Première Guerre mondiale, le cabinet militaire perd de son influence au profit du commandement suprême de l'armée et est subordonné au ministère de la Guerre le 28 octobre 1918 dans le cadre de la soi-disant "parlementarisation de l'Empire". Avec la chute de la monarchie et le déclenchement de la révolution de novembre 1918/19, le cabinet militaire dans son ancienne forme cesse d'exister. Le 7 décembre 1918, il reçoit le nouveau nom de "Bureau du personnel du ministère de la Guerre".

## Siège

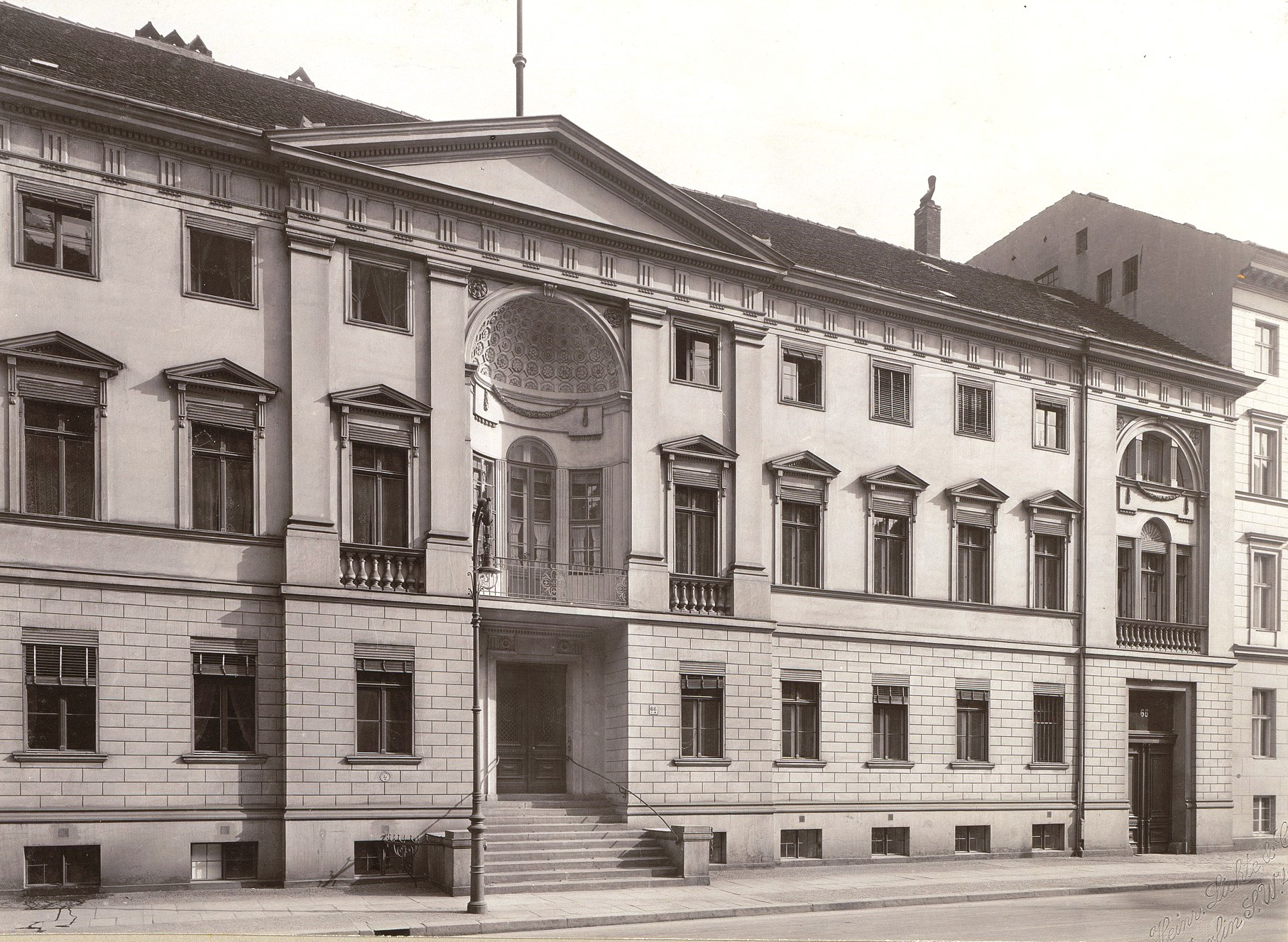
Ancien cabinet militaire à Berlin, Behrenstraße 66

De 1872 à 1918, le cabinet militaire est basé au 66 Behrenstraße (de). Le bâtiment érigé par Conrad Friedrich Wilhelm Titel (de) en 1792-1793 sous le nom de Palais Massow, qui sert de bâtiment d'état-major général de 1830 à 1872, est reconstruit à cet effet en 1872.

## Chefs du cabinet militaire
- 1808: Karl von Grolman
- 1810: Hermann von Boyen
- 1816: Ludwig Gustav von Thile
- 1818: Job von Witzleben
- 1834: Karl Friedrich David von Lindheim
- 1841: August Wilhelm von Neumann-Cosel
- 1848: Friedrich Ludwig von Schoeler (de)
- 1857: Edwin von Manteuffel
- 1864: Hermann von Tresckow
- 1871: Emil von Albedyll
- 1888: Wilhelm von Hahnke
- 1901: Dietrich von Hülsen-Haeseler
- 1908: Moriz von Lyncker
- 1918: Ulrich Marschall genannt Greiff (de)